# Heteropneustes microps
Heteropneustes microps is een straalvinnige vissensoort uit de familie van zakkieuwigen (Heteropneustidae). De wetenschappelijke naam van de soort is voor het eerst geldig gepubliceerd in 1864 door Günther.